# 海嘯

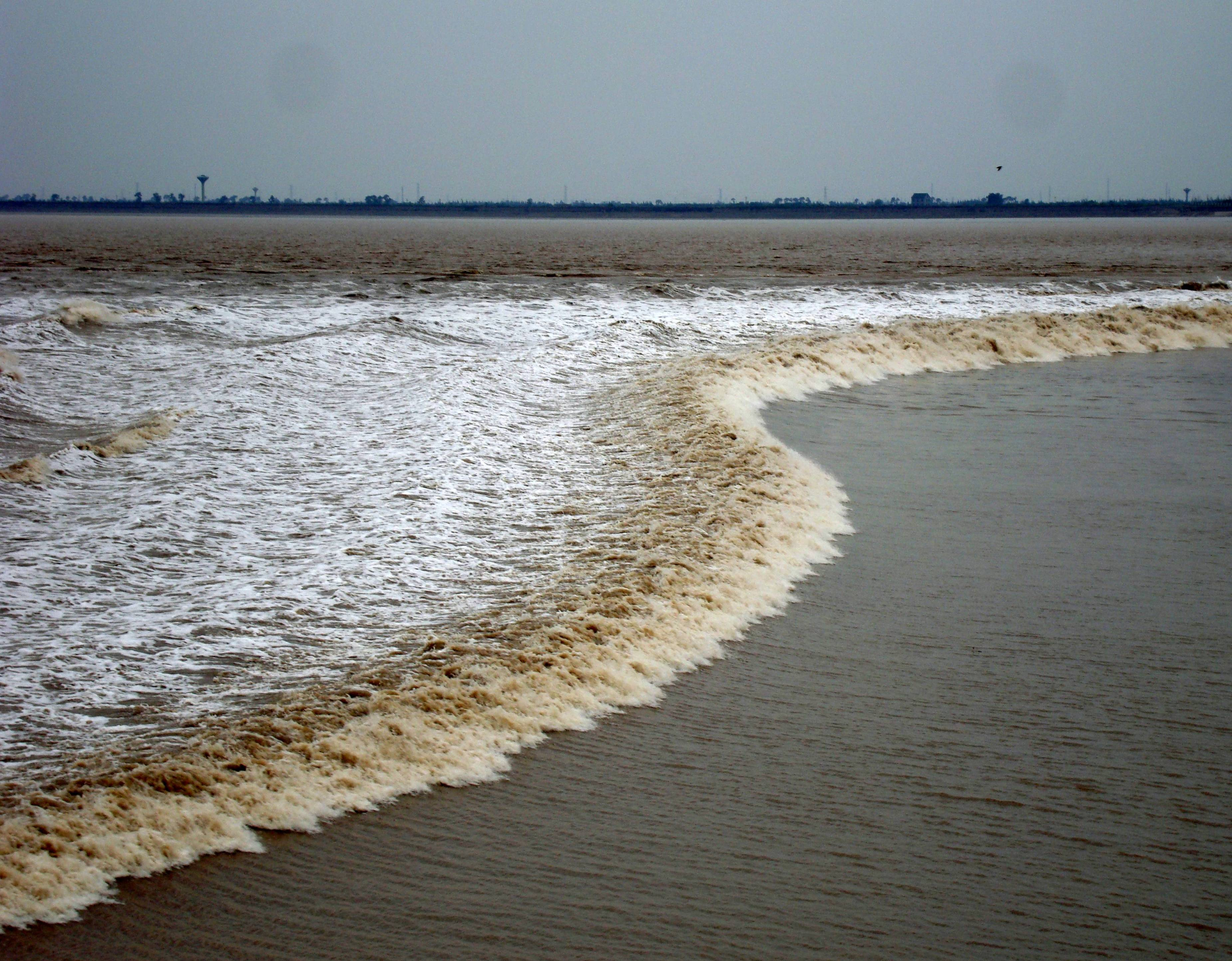
銭塘江の海嘯

海嘯（かいしょう、英: tidal bore）は、河口に入る潮汐波が垂直な壁となって河川を逆流する現象。ボア、潮津波（しおつなみ）などとも呼ばれる。満潮の上げ潮の先端にでき、切り立った波の先は砕け泡を立てながら勢いよく進む。沿岸や河口域が遠浅で、川幅が河口で大きくラッパ状に開いたいくつかの河川で生じる。代表的な発生地であるブラジルのアマゾン川（特にポロロッカという）および中華人民共和国の銭塘江では、高さ3 m以上の海嘯が発生することが知られている。

## 名称

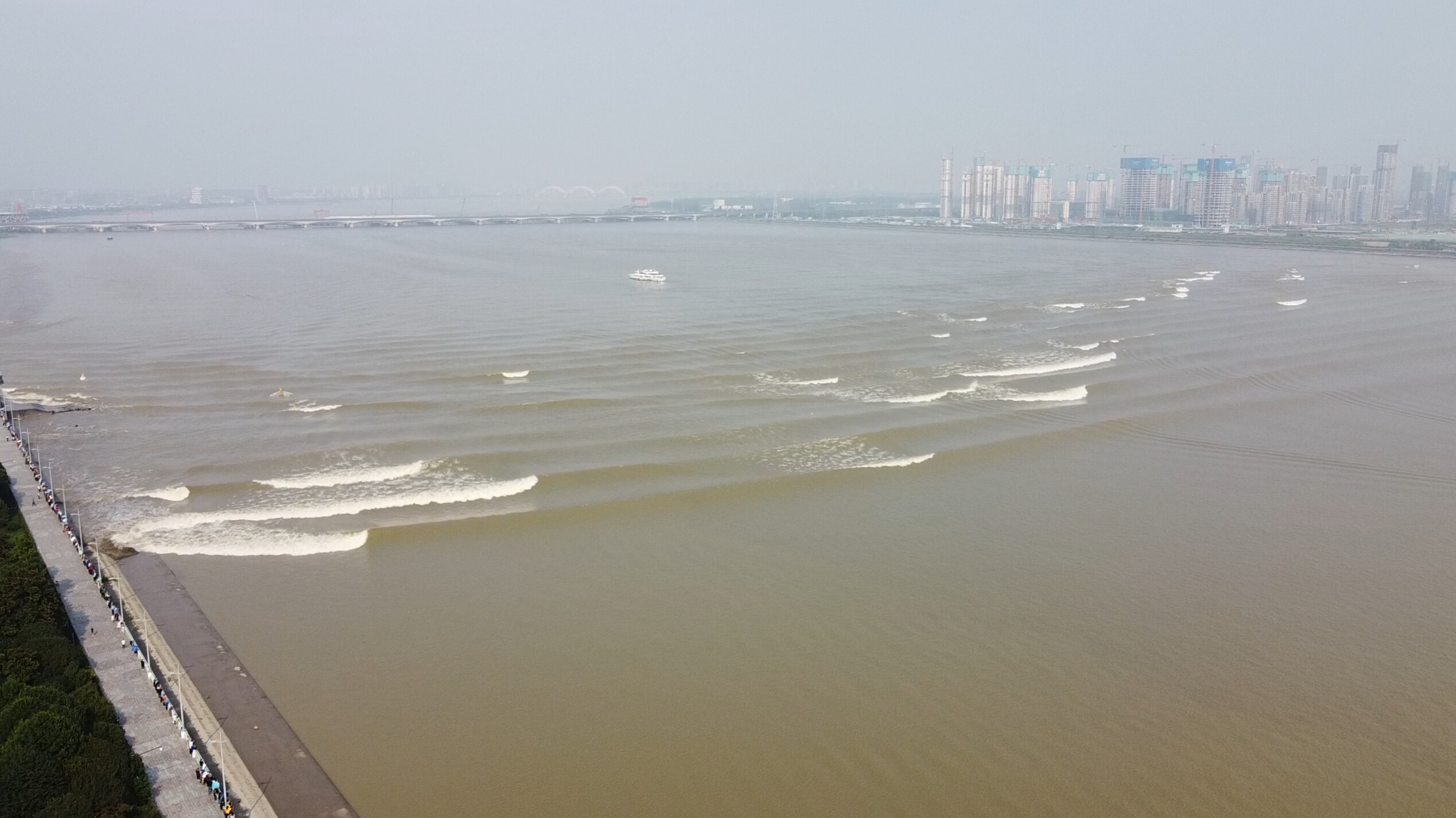
銭塘江の海嘯の俯瞰

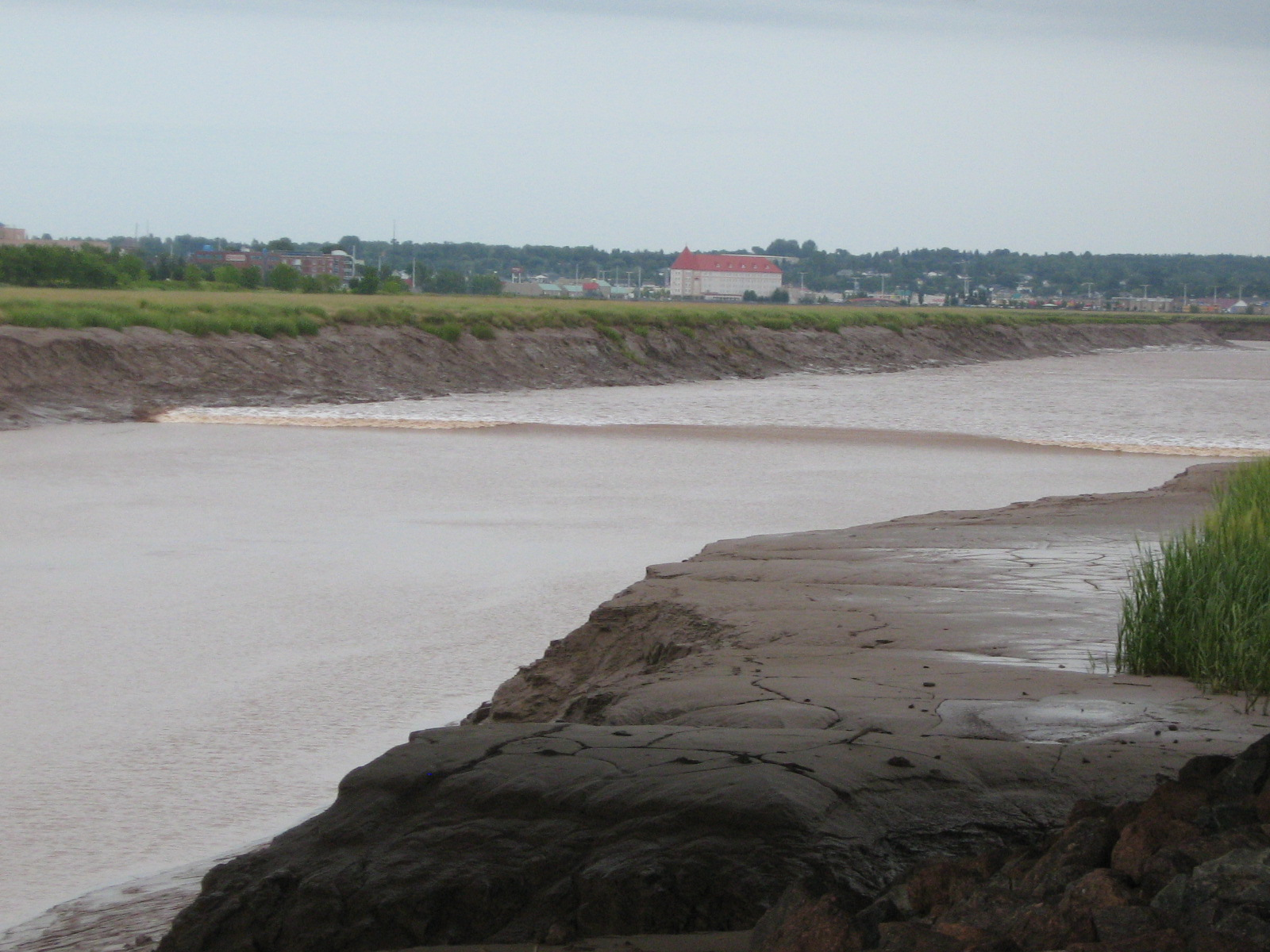
ペティコーディアック川の海嘯

海嘯の日本語の別名には、潮津波、暴潮湍（ぼうちょうたん）、暴漲湍、潮汐段波（ちょうせきだんぱ）、また英語を転写したボア、ボーア、タイダル・ボアがある。
地域的には、南米アマゾン川周辺では「ポロロッカ」、中国では「大逆潮」、「大海嘯」、「涌潮」「暴潮湍」「怒潮」など、フランスでは"mascaret"（マスカレ）、イギリスでは"eagre","eager"の呼称がある。
日本ではかつて「海嘯」という語の対象がより広かった。昭和初期までは地震による津波も指していて、江戸時代以降「海嘯」と書いて「つなみ」と読む用法があった。また台風などによる高潮も指すことがあった。
なお、中国語の「海嘯」のもとの意味は海鳴りだという。現在の中国語の「海啸」は津波に限って使うことが多くなっている。

## 性質の詳細と発生機構
海嘯（ボア）が起こりうるのは、潮差（干潮と満潮の潮位差）がかなり大きいこと、河口の勾配が非常に緩やかで水深が浅いこと、河口から上流に向かって河道が急激に狭くなることを満たす、限られた地形の条件をもつ場所。潮差の条件は4 - 6メートル(m)以上。そのため、主に三角江（エスチュアリー）で見られる。
このような河口部では、海から潮汐波が入ってくるとその波の先端は、緩勾配のために進行速度が遅く水面上昇に追いつかれてしまう上に、川幅が狭くなり集められるために振幅が大きな波になっていく。波の勾配がきつく垂直に近くなると海嘯が先頭に生じる。
海嘯の波の構造は段波および跳水の一種。さらに衝撃波の一種と考えることもできる。また、水面の重力流の先端部を構成する擾乱でもある。
海嘯の高さは最大で6.0 m超に達する。Bartsch-Winkler & Lynch (1988)による悉皆的調査では、平均的な高さはおよそ1 mで、0.2 mと低いものも報告されている。
海嘯の前面は、水の壁が波涛を立て、音を響かせながら、勢いよく進む。わずか数秒、長くても数分の短時間で通過していく。このような景観がみられる川岸の一部には、観覧者が集まったり、観光地になったりしているところがある。
海嘯の先端後方には泡がみられる。そして、通過したあとも満ち潮が継続して水位が徐々に上がり、1 - 2時間ほど高まったままとなる。これは海岸に打ち寄せる磯波（砕け波）とは異なる特徴である。
ただし潮汐波は複数あって、"whelps"と呼ばれる後続波群による変動がある。海嘯の通過後30分以上変動が続くこともあり、次第に不規則な変動も増えてくる。到達直前のポロロッカを上空から観測した例では、2 - 3 mの波が20 - 30 mの間隔で30以上続いていた。この変動は海嘯に際してサーフィンやカヤックを行う者にとって注意すべき点で、変動の影響で陸にすぐに戻るのが難しくなる場合がある。
海嘯の発生に伴う音は主に低周波で、その性質から遠くまで届き、到達の前から聞こえることがある。例えばモンサンミシェル湾（フランス）ではしばしば30分前に聞こえる。
海嘯が川を遡る距離は、ほとんどの川では河口から100 km以内であり、感潮域よりも短い。川幅が広いアマゾン川流域では長く、アマゾン川と派川パラ川では100 kmに及び、その支流カピン川、グアマ川、モジュ川、グアジャラ川では150 kmを超える。また、広い三角州をもつアラグアリ川では、河口の沖合10kmから波状段波が発生する。
いくつかの川では、潮差がピークとなる大潮の時期に限り海嘯が起こるが、より起こりやすい川もある。ドルドーニュ川とガロンヌ川（ともにフランス）では8月から10月の大潮の時期、モンサンミシェル湾では3月と9月、銭塘江では9月から10月が、それぞれ観察に適した時期。
世界の海岸のおよそ半分は12時間周期の「1日2回潮」（または半日周潮）が卓越する地域、もう半分は1日2回潮と24時間周期の「1日1回潮」（または日周潮）の混合、または1日1回潮が卓越する。振幅が同じであれば1日2回潮は1日1回潮の倍の速さで潮位が上がるため、海嘯の発生地のほとんどは、1日2回潮が卓越し、かつ潮差が4 m以上の地域となっている。
潮汐による段波・跳水の形成条件として、潮の流入速度よりも川の流下速度が遅いことが挙げられる。そのため、蛇行し広い三角州をもつような川床の勾配の緩やかな川によくみられる。また、少雨により水位が低下した2006年のセーヌ川では海嘯が例年より強くなった。ただ、同じような条件だった2008年春の海嘯は弱かった。
モンサンミシェル湾（フランス）のように、干潟や砂浜でも段波状の満ち潮が発生することがある。
なお、段波（ボア）は潮汐以外にも、高潮や津波、鉄砲水、人工の水路における放流などでも発生する。

## 発生地域
アマゾン川と銭塘江以外の代表的な河川では、イギリスのセヴァーン川、パキスタンのインダス川、インドのフーグリー川が挙げられる。他にフランスのセーヌ川、カナダのペティコーディアック川も知られていたが、ほぼ消滅している。
世界を対象にしたBartsch-Winkler & Lynch (1988)の調査によると、以下の16か国の67の三角江（エスチュアリー）で、三角江の幅よりも長い距離を遡上する海嘯が発生することが確認されている。
- オーストラリア 
  - デイリー川 D
  - ハーバート川  D
  - ハワード川 D
  - キープ川 D
  - キング川 D
  - Mickett's（マイケット・クリーク D）
  - オード川 D
  - プリンス・リージェント川 D
  - ビクトリア川 D
- パプアニューギニア 
  - アラミア川 D
  - バム川 D
  - フライ川
- 中国 
  - 銭塘江
  - 珠江
- マレーシア 
  - ルパール川 D
  - サドン川 D
  - サマラハン川  D
  - サリバス川 D
- ミャンマー 
  - バゴー川
  - シッタン川
- バングラデシュ 
  - （ブラマプトラ川）
  - （ガンジス川）
  - メグナ川
- インド 
  - フーグリー川
  - マーヒー川 D
  - ナルマダー川
- パキスタン
  - （インダス川）
- イランおよびイラク
  - （シャットゥルアラブ川）
- フランス 
  - （シャラント川）
  - （クエノン川） D
  - ドルドーニュ川
  - ガロンヌ川
  - ジロンド川
  - オルヌ川
  - セーヌ川
  - （ヴィレーヌ川）
- イギリス 
  - ディー川 D
  - ケント川 D
  - ウーズ川 D
  - パレット川 D
  - セヴァーン川
  - トレント川
  - ワイ川
  - フォース川
  - ソルウェー湾
- アイルランド 
  - （カシェン川）(Cashen ※仮訳) D
  - （バロー川）
- カナダ 
  - ヘバート川 D
  - マッキャン川(Maccan ※仮訳) D
  - ペティコーディアック川 D
  - サーモン川 D
  - シュブナカディー川 D
- ベネズエラ
  - （オリノコ川）
- ブラジル 
  - アマパー・グランデ川 D
  - アマゾン川
  - アラグアリ川 D
  - カピン川 D
  - カシポレ川(Cassipore ※仮訳) D
  - グアジャラ川(Guajara ※仮訳) D
  - グアマ川 D
  - メアリム川 D
  - モジュ川 D
  - （トカンチンス川）
- メキシコ
  - コロラド川
- アメリカ 
  - ニック湾 D
  - ターナゲイン湾 D

注1) 「D」はウィキデータ項目へのリンク。河川名を（）で括ったものは、文献が古いなど根拠に不確実さを含むもの。

注2)  この一覧はあくまで報告書が出された1988年時点のもので、後述のようにその後ほぼ消滅してしまったところもある。

注3)  モンサンミシェル湾のような、干潟や砂浜の段波状の満ち潮の発生地は上記一覧には含まれていない。

また、潮差などの条件を満たす以下の地域は、山がちで急流の多い場合を除けば、未発見・未報告のものが存在する可能性があるとしている。
- 韓国、北朝鮮、中国の西朝鮮湾・黄海沿岸
- ロシアカムチャツカのオホーツク海沿岸
- マダガスカル西部とモザンビーク付近
- 北ヨーロッパからイギリス付近
- アルゼンチンからフエゴ諸島
- 中米コロンビアからグアテマラの太平洋岸
- カナダバフィン島・ハドソン湾沿岸

### 銭塘江
中国浙江省の杭州市では、杭州湾の奥に注ぐ銭塘江の川岸で海嘯がみられることが有名。世界で最も高いとする資料もある。現地の呼称は「钱江潮」「钱塘江大潮」など。
朔か望のあとに発生することが多く、したがって太陰太陽暦の日付で1日から3日、および15日から18日ごろに発生する。とくに中秋節と重なる中国暦8月18日ごろの潮が古来有名であり、そのため、杭州では月餅を食べながら見物する伝統がある。
海嘯がみられる川岸には国外からも観光客が集まる。観覧席のほか、「観潮城」と称する観潮台（展望台）が造られ観光地として整備されている場所もある。中秋節の時期には約30万人の観光客が海嘯の見物に集まり、テレビ中継も行われる。その他の時期にも数万人が集まる。一方、波にさらわれて犠牲となった例もこれまで多数ある。
この現象は銭塘江の河口がラッパ状に開いていることや、その先に舟山諸島が点在し、潮流を複雑にしていること、さらに東シナ海では台湾海峡から流れ込む潮流のスピードが海峡の幅が狭まるにつれ強くなることが原因となって現れると考えられる。

## 危険性

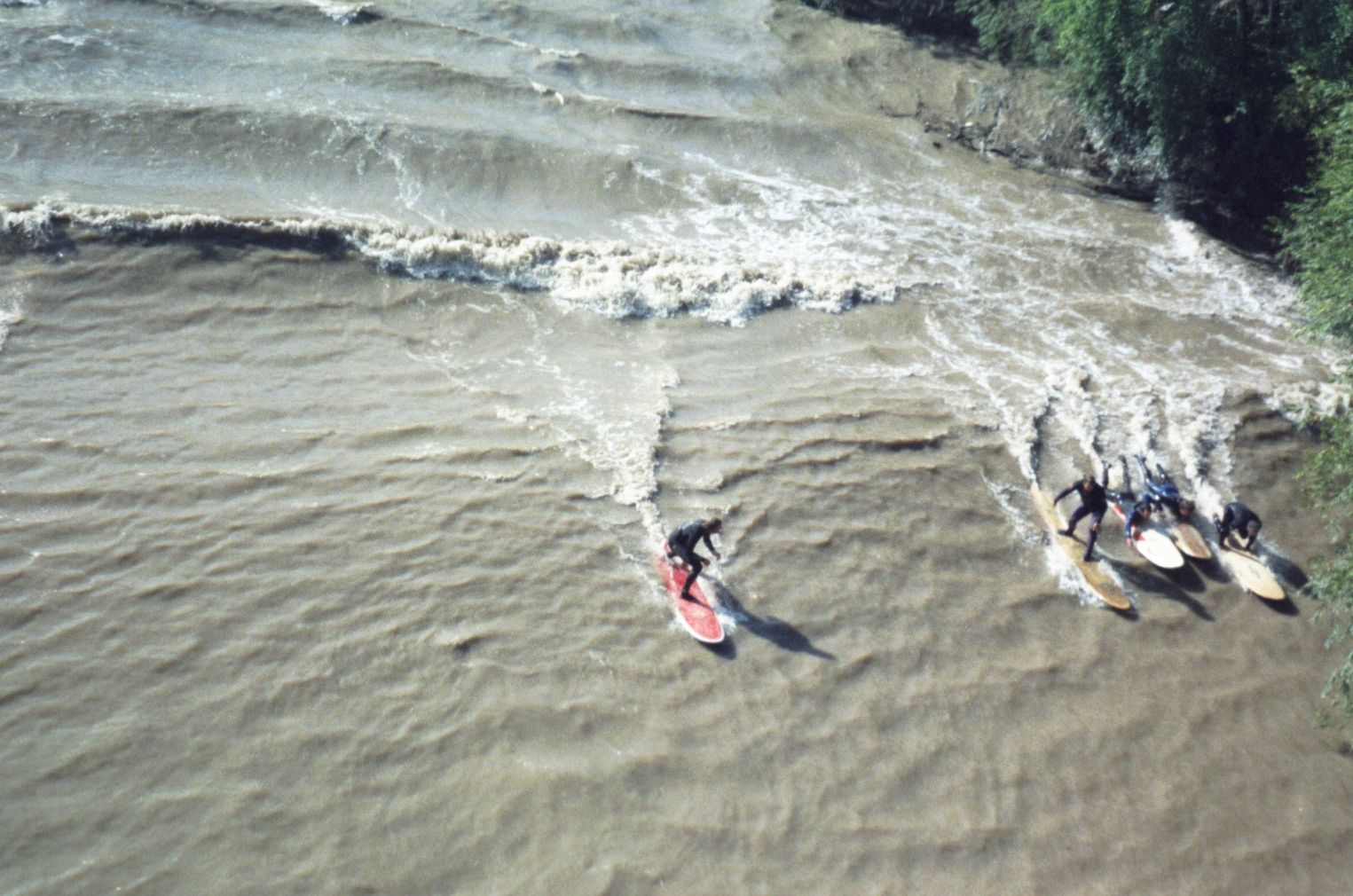
セヴァーン川（イギリス）での波乗りの様子

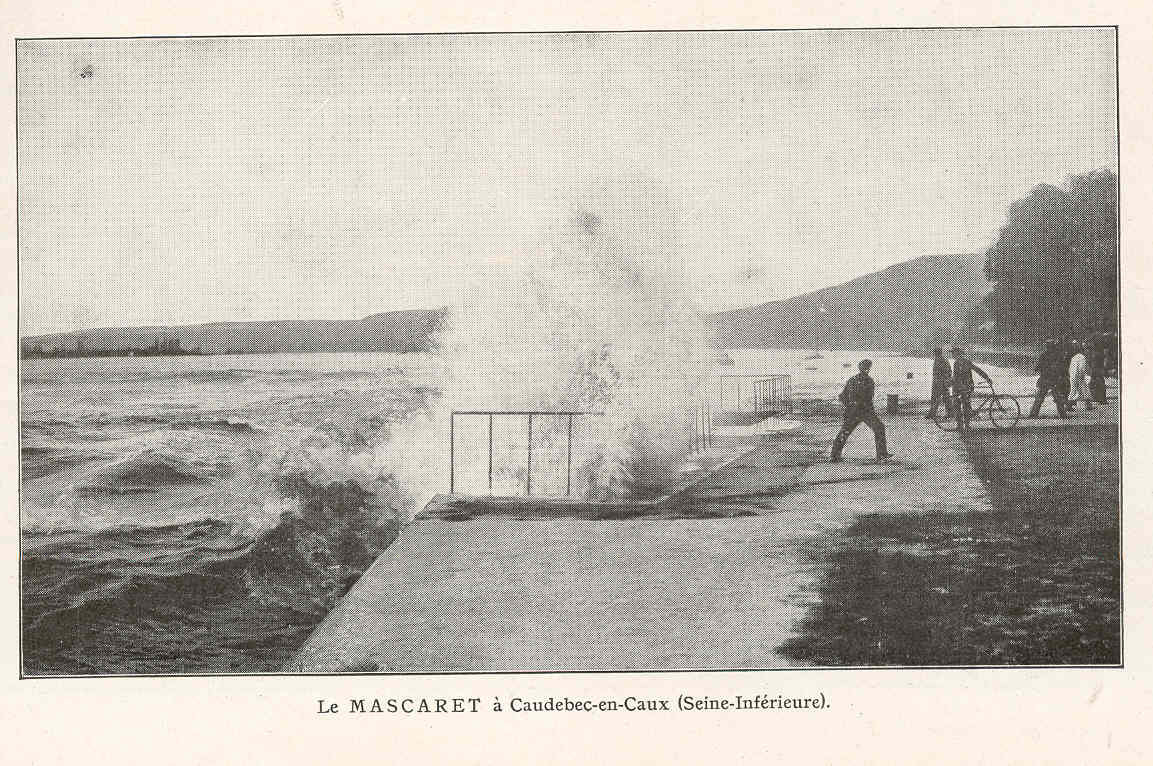
セーヌ川の海嘯（マスカレ）、1913年

海嘯は、ときに川岸に溢れて被害を出したり、航行する船を危険に晒したりする。中国・銭塘江の川岸では、毎年数十人が波にさらわれて溺死しているとの報告があり、川岸には海嘯に注意するよう警告標識も立てられている。コロラド川（メキシコ）、バム川、フライ川（パプアニューギニア）、セーヌ川でもこれまで多くの犠牲者が出ている。
なお、ヴィクトル・ユーゴーの娘レオポルディーヌとその夫がセーヌ川で溺死した事件は、ユーゴーの詩"A Villequier"の中で海嘯によるものとされ、そのまま紹介する資料もある。しかし、この日は小潮であり、また夫は船乗りの家系で少なからず知識があったであろうことから、実際は海嘯ではなかったと推測されている。

## 恩恵と利用
銭塘江をはじめ、観光地になっている海嘯の発生地が各地にある。アラスカクック湾奥のターゲナイン湾の海嘯もツアー先としてよく宣伝されている。セーヌ川でまだ海嘯がみられていた1960年代初め、週末には2万人以上が観覧に集まっていた。ファンディ湾奥のシュベナカディ川などではゴムボートによる周遊が行われる。
海嘯がサーフィンやカヤックの対象となることもある。ドルドーニュ川、セヴァーン川（フランス）、アラグアリ川（ブラジル）ではサーフィン大会が開催される。ガロンヌ川（フランス）も有名。垂直壁となる逆流を乗り切るスリルから、サーファーには人気があるものの、危険は大きい為、発生する都市が率先して奨励することは少ない。基本的には観覧のみを観光資源としており、サーフィン自体は黙認する形になっている。
海嘯は、水が濁ることから分かるように堆積物を攪拌・運搬する。地形作用の面では河口部で河床を変動させる働きがある。生物も濁りや流れを利用している種があることが知られる。例えば、海嘯の波頭に生じるローラー状の渦に押し上げられる魚を猛禽類が狙う行動が観察され、サメやワニなどが上流に向かう海嘯の後ろで捕食行動を取る。ロカン川(wikidata)（インドネシア）河口では、潮汐による有機物の混合や曝気の寄与が豊富な魚種やエビの涵養を支えている。
海嘯の急流を利用した漁が行われるところもある。

### 工事などによる変化
河道の深さや形状を変えることで、海嘯が発生しにくくすることは可能である。ただし、水流の微妙な条件によって弱まったり逆に強まったりする。
実際、セーヌ川では河川改修によって1850年代に海嘯が起きなくなったが、1858年から再び以前よりも強いものが発生するようになった。セーヌ川ではその後も導流堤の設置や浚渫が行われ、1970年ごろから海嘯はほとんど起きなくなっている。
同様に、コロラド川では河口堰(tidal barrage)の建設と、河口から数kmのアメリカ国内で行われた干拓に伴う地形改変によって、クエノン川（フランス）とペティコーディアック川でも河口堰の建設によって、それぞれ海嘯はほぼ消滅した。これらの事業で川岸・海岸が安全となり航行の安全も図られた一方で、回遊する魚やサメの数種の絶滅が確認されるなど生態系への悪影響もあった。セヴァーン川でも、たびたび計画に上っているSevern Barrageが建設された場合は海嘯が消えることになる。
ペティコーディアック川では、両岸を結ぶ道路のために1968年に土手道が建設され、その中に水門を設け堰き止めたことで、その上流には海嘯が及ばなくなっていた。しかし、2010年に水門が開放され、また開門の影響による浸水が懸念される上流堤防のかさ上げなどの対策を行ったうえ、水路幅を50 mから180 mへと広げて2023年に道路が架け替えられた。この一連の事業により、環境の改善と合わせて海嘯の復活が図られている。

## 日本の「海嘯」と記録されている事例
現在の海嘯の語義（ボア）とは異なるが参考として、高潮や高波などの災害が「海嘯」と記録されている例をいくつか挙げる。
- 1902年（明治35年）9月28日の小田原大海嘯 - 栃木県を中心に被害があった足尾台風の影響で現在の神奈川県小田原市沿岸で家や田畑が損壊・流失する「海嘯」の被害があった。死者60人、行方不明者12人、流失77軒、全潰421軒。この災害は高潮と解釈されている。ただし気象学者の藤部文昭によれば、1回で大被害を起こすような高波が何回も来たと考えられ、高潮というよりも富山湾でみられる「寄り回り波」のような高波だろうとされている（cf.巨大波）。一帯はこの時以外にも度々同じような「海嘯」の被害を受けていた[36]。

- 1874年（明治7年）8月27日（または8月19日）の福岡県筑後地方の高潮 - 高潮を伴う暴風雨。筑後川下流域で家屋や田畑などに大きな被害があった。当時の三潴県内の被害は圧死者391人、溺死者367人、家屋全壊（倒家）1万8902戸、家屋半壊（半倒）4429戸、流出283戸など。『柳河年表』では「大風、海嘯（つなみ）」[注釈 1]と記述（『日本災変通志』『福岡県三潴郡誌』）[37][38][39][40]。一帯では江戸期にも「海嘯」の記述がある高潮が、大正から昭和初期にも高潮が発生している[38][39][41]（筑後川#水害も参照）。